# Kisbecskerek
 Kisbecskerek (románul: Becicherecu Mic, németül: Kleinbetschkerek, szerbül: Мали Бечкерек) falu Romániában, a Bánságban, Temes megyében.

## Nevének eredete
Nevének alaptagja a Becse személynév és a kerék ('erdő') szó birtokos összetételéből való. Előtagja a szerbiai Nagybecskerekre vonatkozik. Először 1334-ben Pechkereky, majd 1554-ben Pıčkırık, 1666-ban Pečkerek és 1808-ban Kis-Becskerek alakban említették.

## Fekvése
Temesvártól 17 kilométerre északnyugatra, a DN6-os főút mentén fekszik.

## Története
A középkori falu az ortodox templomtól 4 és fél kilométerre észak–északnyugatra, a Dealul Crucii nevű szántó helyén feküdt (é. sz. 45°52’26’’, k. h. 21°1’59’’), ahol a 2000-es években az ásatások a 8. és a 13. század közöttre datált leletekre bukkantak. A terület egy részét egy 1950-es években épült bunker foglalja el. A falu a beregszói Hagymási család birtoka volt. 1561-ben a hűtlenségbe esett Hagymási Kristóf itteni birtokait I. Ferdinánd Kerecsényi László későbbi gyulai várkapitánynak adományozta.
1717-ben 36 házból álló település volt, szerb lakossággal. 1727-ben Mercy kormányzó néhány német családot telepített be. 1735-ben postaállomást alapítottak a faluban. 1748-ban Újbesenyőből oda az előző évben Erdélyből letelepített román családok költöztek be. Szerb iskolája 1773-ban már biztosan létezett. 1777-ben 205 ortodox és 13 német család (harminc fő) lakta.
1778. május 31-én, a Bánát Magyarországhoz való visszacsatolásának és polgári közigazgatás alá helyezésének alkalmával Niczky Kristóf királyi biztos itt fogadta Temesvár küldöttségét, és innen 19 hatfogatú hintóval vonult be a városba. Ettől kezdve a falu kisebb megszakításokkal Temes vármegyéhez tartozott.

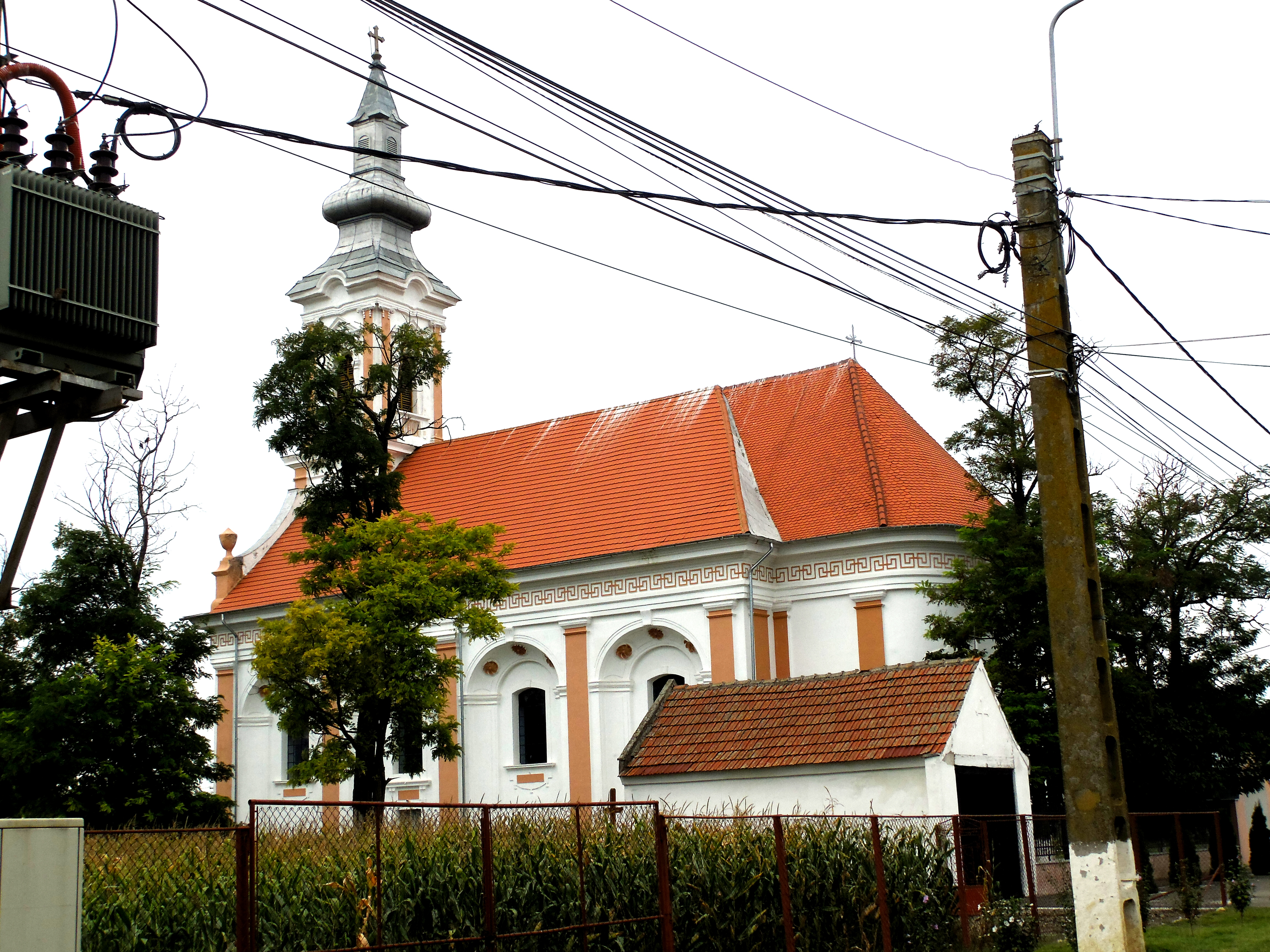
Szerb ortodox templom

1784–85-ben mintegy ötszáz római katolikus németet telepítettek be Pfalzból. A korábbi falut ezután Rácbecskereknek nevezték, itt laktak a szerbek, a románok és 1786-ban huszonöt német család. A mellette létrehozott Németbecskerek kisebb volt – ekkor 116 házból állt, szemben a rácbecskereki 206-tal. Németbecskereket eleve sakktábla alaprajzúra tervezték, és a telepítéssel párhuzamosan az addig halmazfalu képét mutató Rácbecskerek utcaképét is rendezték.
A 18. század végén szerb és román lakói csak részben foglalkoztak földműveléssel, megélhetésükben emellett jelentős szerepet játszott a gyapjúfeldolgozás, az állatkereskedelem és a méhészkedés. A rácbecskereki szerbek és románok nagy része a 19. század első felében elköltözött, földjeiket a svábok vették meg. Határa gyengébben termett a bánsági átlagnál, és más bánsági településekhez képest az egyes gazdák közötti vagyoni-társadalmi különbségek is kisebbek voltak. A nagyobb gazdák között jó néhány szerb és román is akadt, de kiugróan gazdag birtokosa egyáltalán nem volt.
Németbecskereknek 1821-ben már 1362 lakosa volt, de az 1836-os kolerajárvány 132 áldozatot követelt. 1848. november 11-én Nagysándor József honvédei a község határában legyőzték a túlerőben lévő, ott táborozó temesvári védőket és szerb felkelőket. 1849. augusztus 8-án, a temesvári csata előtt Kmety György 15. hadosztálya itt csatlakozott Dembiński seregéhez.
Az igen korán, 1880-ban kezdődött kivándorlási hullámban 450 kisbecskereki távozott végleg az Egyesült Államokba. 1882-ben nyílt meg gyógyszertára, 1883-ban megalapították a Kisbecskereki Takarék- és Hitelegylet-et, 1894-ben egy nagyobb műmalom (Theresienmühle) épült a községben, 1895-ben pedig átadták a vasutat. A román ortodox egyház 1897-ben vált ki az egységes ortodox egyházközségből.
Római katolikus felekezeti iskoláját 1858-ban községivé, később magyar tannyelvűvé alakították, 1900-ban államosították. A külön román felekezeti iskola 1898-ban indult. A trianoni békeszerződésig Temes vármegye Központi járásához tartozott. A román állam 1920 után az állami és a román felekezeti iskolát egyetlen, román és német tagozatból álló iskolává vonta össze. Önálló német tannyelvű iskola 1942 és 48 között létezett ismét. 1944-ben a szerb iskolát az állami iskola tagozatává alakították, később gyermekhiány miatt megszüntették.
1944 őszén a kisbecskereki svábok kb. fele nyugatra menekült a közeledő front elől. Még visszatérésük előtt, 1945 tavaszán az állam szegény román telepes családokat költöztetett be. A 20. század végén német ajkú lakói többsége Németországba emigrált. A Németországban élő kisbecskerekiek első találkozóját 1964-ben rendezték.
2004-ben az azelőtt községéhez tartozó Újbesenyő falu önálló községgé alakult, azóta Kisbecskerek egyetlen faluként alkot községet.

## Népessége
- 1900-ban 3738 lakosából 2659 volt német, 557 szerb, 422 román és 40 magyar anyanyelvű; 2741 római katolikus és 992 ortodox vallású.
- 2002-ben a 2417 lakosából 2062 volt román, 132 cigány, 74 ukrán, 63 szerb, 48 német és 31 magyar nemzetiségű; 2083 ortodox, 142 pünkösdista, 131 római katolikus és 23 baptista vallású.

## Épületek
- A római katolikus templom 1810–11-ben épült. A plébánia épülete 1820-ból való, 2000-ben felújították. A szerb ortodox templom 1821-ben, a román 1909-ben épült. Előbbit belülről Nikola Aleksić festményei díszítik.

## Híres emberek
- Itt született 1775-ben Dimitrie Țichindeal román meseíró.

## Külső hivatkozások
- Hivatalos honlap
- A Kisbecskerekről elszármazott németek honlapja (németül)